# تجديد الحركة الاشتراكية الإفريقية
تجديد الحركة الاشتراكية الأفريقية (بالفرنسية: Mouvement Socialiste Africain Renouveau)‏ هو حزب سياسي في تشاد. ويعتبر حزبًا معارضًا معتدلًا متحالفًا مع حركة الإنقاذ الوطني الحاكمة، ويشارك في الحكومة اعتبارًا من عام 2007.
إبراهيم كليم الله كان مرشح الحزب في الانتخابات الرئاسية في مايو 2006، واحتل المركز الخامس (والأخير) بنسبة 5.31% من الأصوات.